# Martorano
Martorano è una piccola frazione del comune di Parma, appartenente al quartiere Lubiana.
La località è situata 8,09 km a sud-est del centro della città.

## Geografia fisica
La frazione sorge in posizione pianeggiante alla quota di 62 m s.l.m., sulla sponda sinistra del torrente Enza, ed è attraversato dall'antico canale della Spelta.

## Origini del nome
Il toponimo ha probabilmente origine prediale dal latino Marturius, di stampo bizantino.

## Storia
Risalgono all'età del rame le più antiche tracce della presenza umana nella zona di Martorano, costituite da alcuni materiali riferibili alla cultura del vaso campaniforme, rinvenuti sulla riva dell'Enza.
Il territorio risultava sicuramente abitato in età repubblicana, come testimoniato dal ritrovamento, a est della chiesa di Santo Stefano, di alcune monete e altri oggetti risalenti al II secolo a.C.; la zona risultava all'epoca frazionata in centurie, di cui si conservano ancora varie tracce nella rete viaria e nella suddivisione del territorio.
Dell'epoca longobarda sopravvivono due necropoli, individuate nel 1997 e nel 2010 rispettivamente a nord e a sud del nucleo abitato odierno; la prima, collocata all'incrocio tra strada Viazza di Martorano e la provinciale, è costituita da 26 fosse sepolcrali, poste in prossimità dei resti di una villa romana già abbandonata nell'Alto Medioevo; la seconda, estesa ai lati di strada Budellungo, è composta da 11 inumazioni e 4 fosse.
La più antica testimonianza dell'esistenza del borgo medievale risale al 9 maggio dell'882, quando Marturiano fu citata in un atto notarile di compravendita. La località fu menzionata anche in un documento del febbraio 918. Il borgo di Marturanum fu poi nominato in una bolla emanata dal papa Innocenzo II il 2 aprile 1138.
Nel 1317 Martorano e la vicina Coloreto furono devastate dalle truppe di Giberto III da Correggio.
Nel 1406 il duca di Milano Giovanni Maria Visconti, per mediazione di Ottobuono de' Terzi, investì ufficialmente il condottiero Guido Torelli dei feudi di Guastalla e Montechiarugolo; quest'ultimo comprendeva le terre di Marano, Martorano, La Villa, Monticelli, Basilicagoiano, Tortiano, Pecorile e Lesignano.
La contea di Montechiarugolo appartenne ai Torelli fino al 1612, quando l'ultimo conte Pio fu condannato a morte, insieme a numerosi altri nobili del Parmense, con l'accusa di aver partecipato alla presunta congiura dei feudatari ai danni del duca Ranuccio I Farnese, che confiscò tutti i suoi beni annettendo il feudo alla Camera ducale di Parma.
In epoca napoleonica, per effetto del decreto Nardon del 1806, la località divenne frazione del nuovo comune (o mairie) di Marore, che fu sciolto nel 1870 e inglobato in quello di San Lazzaro Parmense, a sua volta assorbito da quello di Parma nel 1943.

## Monumenti e luoghi d'interesse

### Chiesa di Santo Stefano

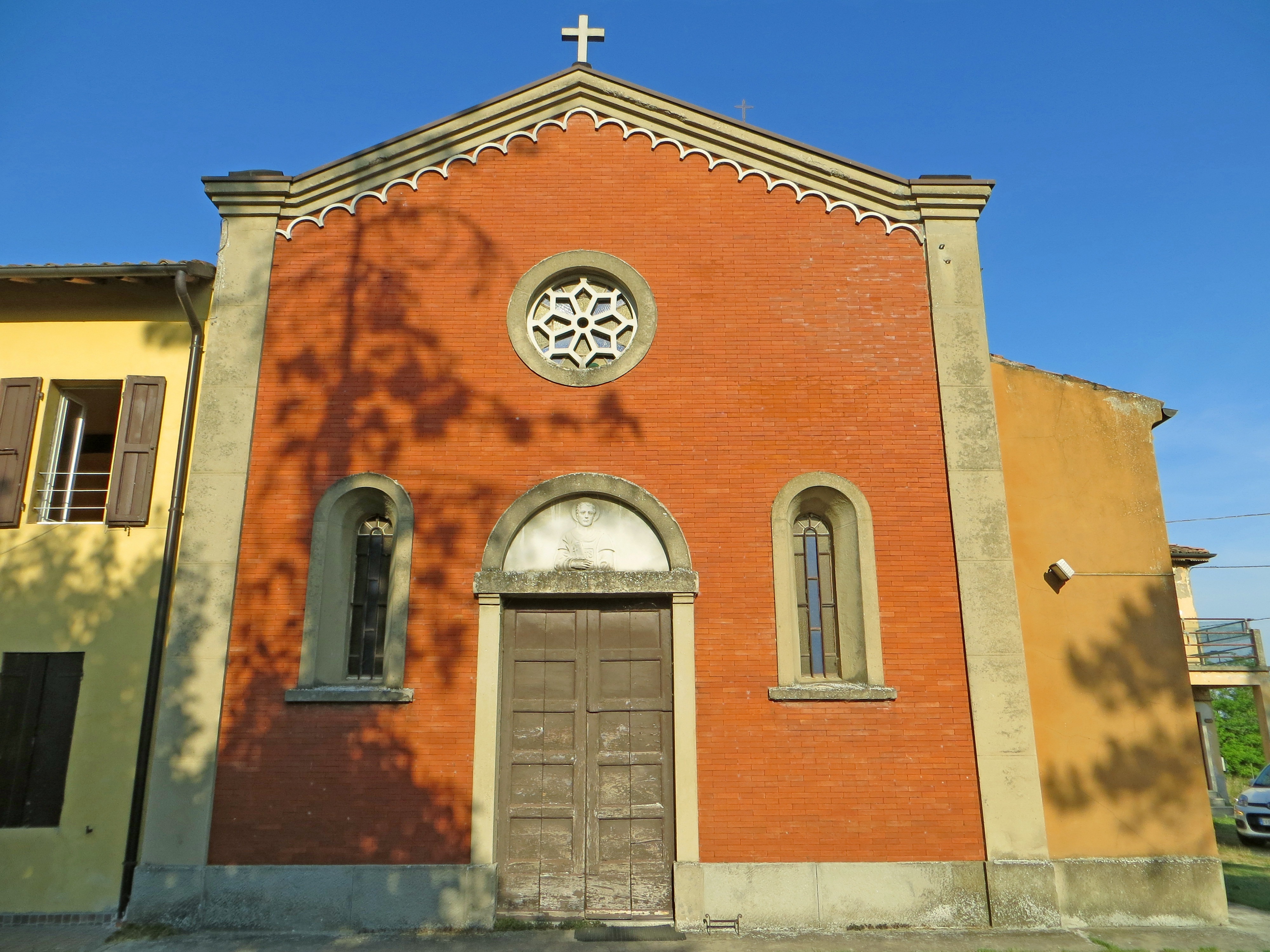
Facciata della chiesa di Santo Stefano

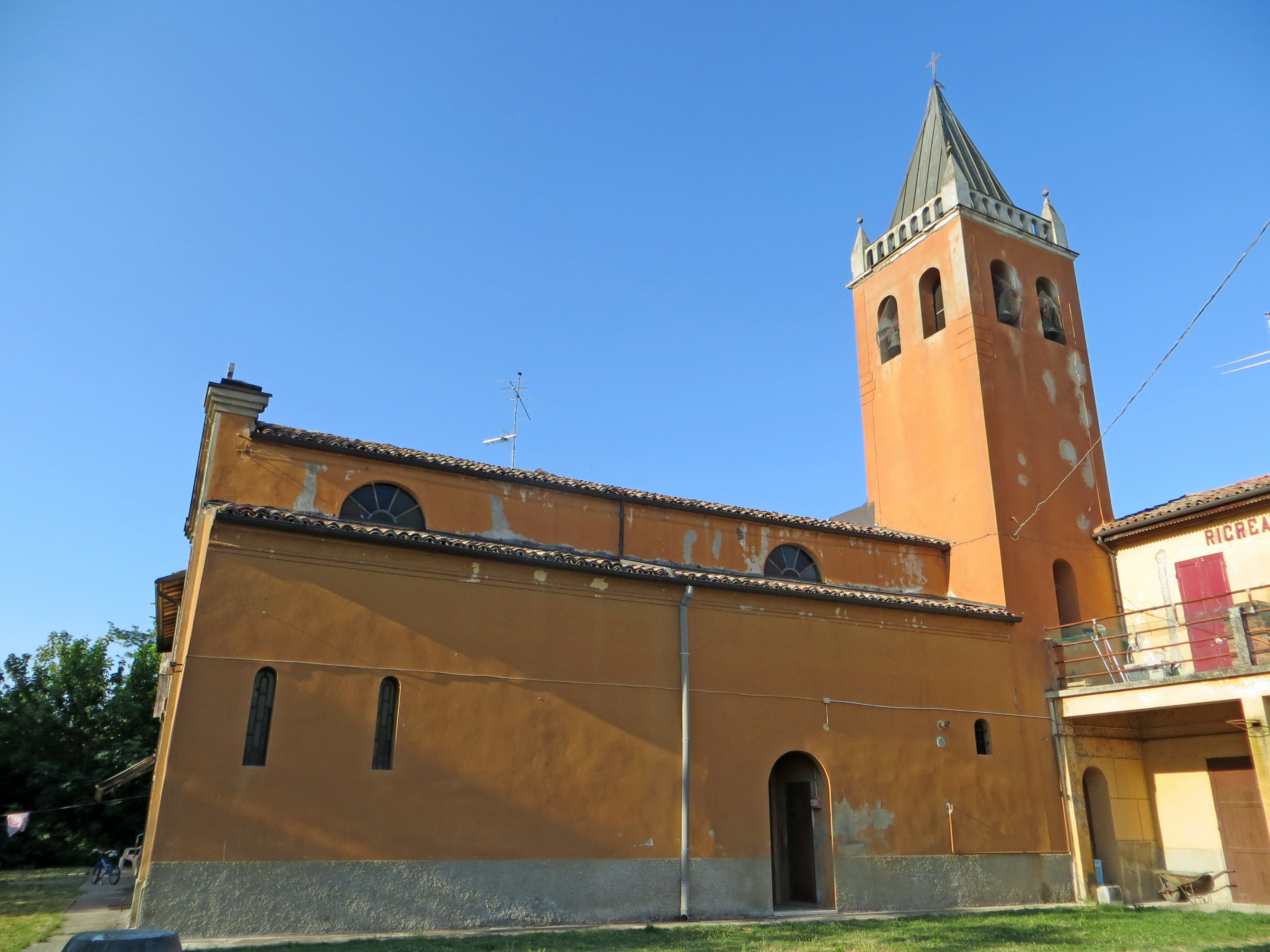
Lato sud della chiesa di Santo Stefano

Menzionata per la prima volta nel 1230, la chiesa romanica fu più volte modificata nei secoli, fino all'ultima ristrutturazione in stile neoromanico del 1940; danneggiata dal sisma del 1983, l'anno seguente fu interamente restaurata e consolidata strutturalmente; al suo interno sono conservate alcune opere di pregio, tra cui due dipinti e oggetti sacri.

### Villa Fonio
Costruita originariamente in epoca ignota all'interno di una vasta tenuta appartenuta nel XVIII secolo alla famiglia Cavalca e nella prima metà del XIX secolo ai conti Gruppini, indi ad Achille Mellej e successivamente ai marchesi Malaspina, nella seconda metà del secolo la villa fu acquistata da Giacomo Fonio, proveniente dalla Svizzera; ereditata dai suoi figli e nipoti, fu completamente ristrutturata in forme moderniste e ampliata nei primi anni del XX secolo, sopraelevandola di un piano e aggiungendo un basso corpo a ovest; bardata con grandi bandiere elvetiche dai proprietari, durante la seconda guerra mondiale fu occupata dall'esercito nazista, ma risparmiata dai bombardamenti alleati. L'edificio, sviluppato su una pianta pressoché rettangolare, si eleva su tre livelli fuori terra; la simmetrica facciata del corpo principale è caratterizzata dal rivestimento in finto bugnato del piano terreno e dalle ricche cornici delle finestre; il prospetto posteriore presenta nel mezzo un portico aggettante a tre arcate, coronato da una terrazza chiusa da una balaustra; all'interno si accede all'antico salone centrale passante, coperto da una volta ornata con stucchi novecenteschi; il parco si estende su ogni lato della villa, preceduta da un lungo viale rettilineo delimitato da filari di piante.